# Ženská obřízka

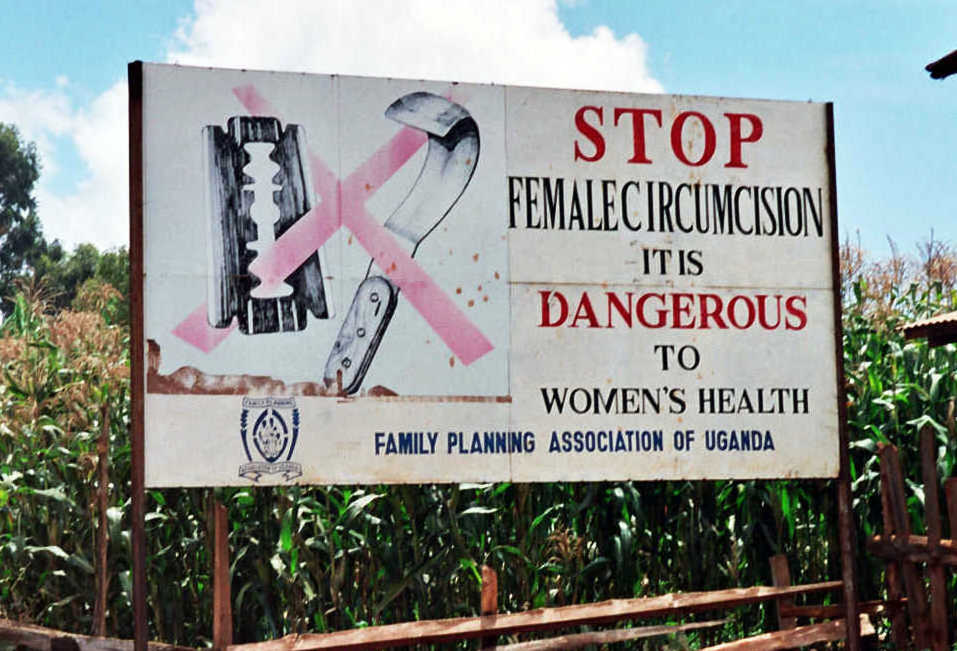
Kampaň proti ženské obřízce v africké Ugandě

Ženská obřízka čili infibulace je amputace (odstranění) některých částí vnějších pohlavních orgánů ženy. Tento úkon bývá často spojen s rituálem. Provádí se především v afrických zemích. Existuje několik typů ženských obřízek. Samotný pojem obřízka je často označován jako chybný, neboť navozuje dojem smysluplného lékařského zákroku, o nějž se v drtivé většině případů nejedná, protože dochází k nevratnému poškození zdraví. 

Na rozdíl od mužské obřízky, která může někdy být i zdravotně prospěšná a nezpůsobuje vážné poškození pohlavního orgánu, je infibulace u žen podstatně vážnější zákrok s celoživotními, především negativními, důsledky.
Anglické označení female genital mutilation (FGM), používané Světovou zdravotnickou organizací (WHO) lze přeložit jako mrzačení ženských pohlavních orgánů, ženská pohlavní mutilace nebo mrzačení rodidel. Podle definice WHO se jedná o zákroky, „při kterých dojde k částečnému nebo úplnému odstranění ženských pohlavních orgánů (genitálií), nebo jinému poškození ženských pohlavních orgánů z jiných než zdravotních důvodů“.
Zákrok většinou provádějí ostrým nožem, žiletkou nebo nůžkami tradiční obřezávačky. Tyto ženy mají často důležitou pozici a ve svých komunitách plní také funkci porodní báby. Podle WHO však 18 % zákroků provádějí poskytovatelé zdravotní péče.
Ženská obřízka nemá pro ženy a dívky žádné zdravotní přínosy. Mezi okamžité důsledky patří těžké krvácení a problémy s močením, později se mohou vyvinout cysty, infekce, neplodnost. Zvyšuje se také pravděpodobnost komplikací při porodu a rizika, že se dítě narodí mrtvé.
Podle WHO se ženská obřízka praktikuje v 28 zemích západní, východní a severovýchodní Afriky, v částech Středního východu a v některých společenstvích imigrantů v dalších zemích. WHO odhaduje, že s následky procedury dnes žije asi 140 milionů žen a dívek po celém světě, z toho asi 92 milionů v Africe.
Panuje mezinárodní shoda, že ženská obřízka je porušením lidských práv včetně práv žen a dívek, že je odrazem hluboce zakořeněné nerovnosti mezi pohlavími a že je formou diskriminace žen. Téměř vždy se provádí na dětech, čímž se porušují práva dětí. Zákrok je také porušením práva na zdraví, bezpečí a osobní integritu, práva nebýt mučen a podroben nelidskému nebo ponižujícímu zacházení a v případě fatálních následků
zákroku také práva na život. Rezoluci o tom schválila v listopadu 2012 OSN.

## Klasifikace

Typy ženské obřízky

### Klasifikace WHO
Světová zdravotnická organizace uvádí čtyři typy FGM:
Typ I, klitoridektomie: částečné nebo úplné odstranění poštěváčku, výjimečně jen jeho předkožky. Pokud zákrok provádí neodborný personál, může dojít k odstranění špičky (glans) klitorisu, takže žena poté neprožívá tolik vzrušení, jako při celistvé konfiguraci klitorisu. Odstraněním jen špičky poštěváčku nemusí dojít k absolutní ztrátě prožitku při ztopoření pahýlu, avšak mnohdy si ženy stěžují na nedosáhnutí orgasmu. Horší variantou je infibulace, při níž je odřezán celý volný klitoris, tj. přeťata crura těsně za vazy ke stydké kosti. Žena pak klitoris při dráždění necítí; nedohmátne jej, jen jej má zafixován v paměti. Viz Typ II. 
Typ II, excize: částečné nebo úplné odstranění poštěváčku a malých stydkých pysků, jen někdy též odstranění velkých stydkých pysků. 
Typ III, infibulace: zúžení poševního otvoru vytvořením kryjícího uzávěru tím, že se naříznou a přemístí velké nebo malé stydké pysky, někdy doprovázené odstraněním klitorisu.

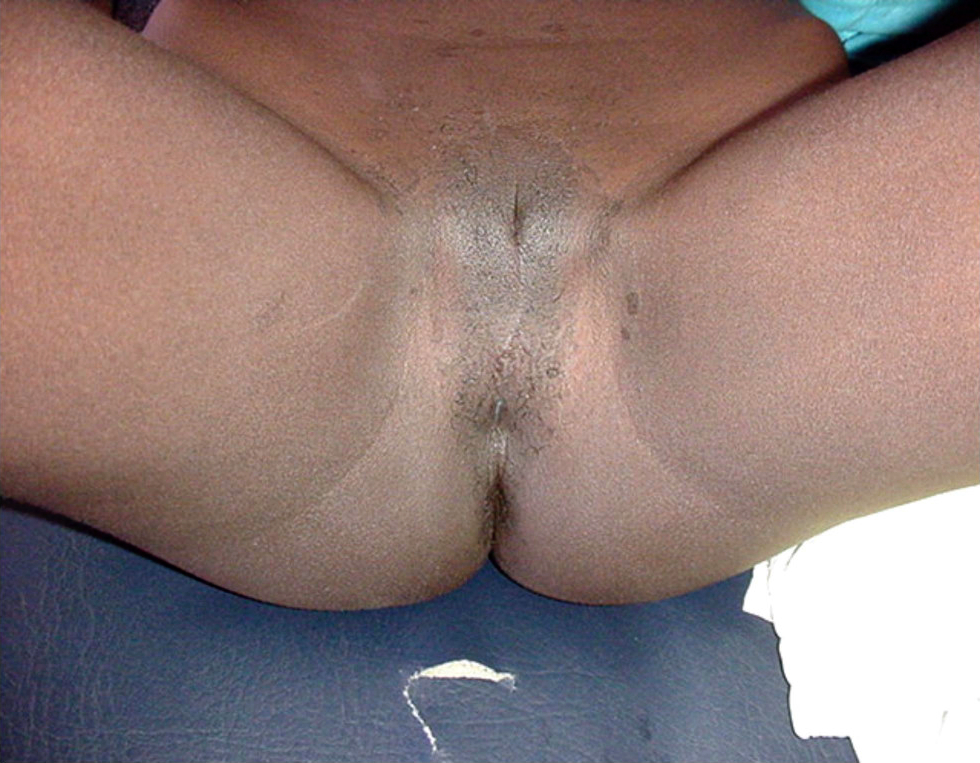
Ženské genitálie po faraonské obřízce typu III provedené v dětství

Typ IV, další: všechny ostatní škodlivé zásahy do ženských pohlavních orgánů propichování, piercing, nařezávání a vyškrabování, rovněž kauterizaci ženských rodidel.

### Jiná klasifikace

#### Sunna cirkumcize
Jedná se o arabskou tradici, při níž by měla být odstraněna pouze předkožka klitorisu. Takto provedený zákrok má jako jediný nárok na název obřízka, a pokud je proveden v původním smyslu a malém rozsahu, lze u něj jako u jediného připustit i možné zlepšení sexuálního prožitku obnažením žaludu klitorisu.

#### Klitoridektomie
Při tomto zákroku dochází k odstranění klitorisu a někdy i malých stydkých pysků.

#### Faraonská obřízka
Nejtěžší infibulace. Při tomto zákroku dochází k odstranění malých i velkých stydkých pysků a klitorisu. Rána je pak sešita tak, že po odhojení zůstane jen malý otvor pro močení a menstruační krev. Pokud je zákrok proveden před pubertou, mohou kromě uvedených nastat ještě následné komplikace při zahájení menstruačních cyklů. Při svatební noci je pak žena naříznuta.

## Oblasti praktikování

Podíl žen s obřízkou ve světě podle zprávy organizace End FGM (2020)

Rozšíření ženské obřízky v Africe

Ženská obřízka je dnes praktikována zejména v afrických zemích, ale i v jiných zemích světa. Je běžná v pásu, který se táhne od Senegalu v západní Africe po Somálsko na východním pobřeží, stejně tak jako v pásu od Egypta na severu po Tanzanii na jihu. V těchto oblastech se odhaduje, že tento zákrok podstoupilo více než 95 % všech žen. Je také praktikována některými skupinami na Arabském poloostrově, zejména v Jemenu (20 %).
Ačkoliv je infibulace vykonávána v Africe, ví se, že se vyskytuje i na Blízkém východě i v jiných zemích světa. Zde je to však víc drženo v tajnosti, na rozdíl od některých částí Afriky, kde je vykonávána relativně otevřeně. Tyto praktiky se částečně vyskytuje v severní Saúdské Arábii, severním Jordánsku a Iráku. Existují nepřímé důkazy, které předpokládají přítomnost obřízky v Sýrii, západním Íránu a mezi beduíny v Izraeli. V Ománu několik málo komunit stále praktikuje ženskou obřízku, přesto experti věří, že počet obřezaných dívek je nízký a každým rokem klesá. V SAE a také v Saúdské Arábii je praktikována zejména mezi cizími dělníky z východní Afriky nebo údolí Nilu.
Podle zjištění Evropské komise se v období let 2010 až 2014 v evropských zemích zvýšilo procento žen a dívek poškozených ženskou obřízkou; nárůst je způsoben zvyšující se imigrací. Imigranti jsou islámského i jiného vyznání. Dle prohlášení Evropské komise se odhaduje, že v Evropě žije 500 tisíc žen a dívek, které podstoupily tento zákrok. Nejvíce v Británii, Itálii, Francii, Německu, Nizozemsku, Irsku, Švédsku, Belgii. V roce 2014 objevili školní lékaři ve švédském městě Norrköping třídu, ve které měly všechny dívky provedenou ženskou obřízku; 28 ze 30 dívek v její nejdůslednější (faraonské) formě.
V Egyptě je ženská obřízka od června 2008 zakázána zákonem.
Ve Finsku, Litvě, Lotyšsku, Česku, Slovensku, Slovinsku, Maďarsku, Polsku, Rumunsku, Bulharsku, Řecku, Francii, Lucembursku a Indii platí pro ženskou obřízku striktní zákaz.

## Historie a tradice
Přestože je jím někdy zdůvodňována, ženská obřízka nijak nesouvisí s náboženstvím a je v určitých částech Afriky prováděna v muslimských, židovských i křesťanských rodinách, aniž by měla oporu ve věrouce kteréhokoliv náboženství. Teologové všech tří význačných náboženství ji zakazují (podle sunnitského islámu ženskou obřízku odsuzoval i sám Mohamed, jeho tradovaný výrok – "Neobřezávej krutě, tak je to lepší pro ženu a žádoucnější pro jejího manžela" – může být ale vykládán buď jako úplný zákaz ženské obřízky, nebo jako příkaz, aby probíhala co nejmírnějším způsobem). Vyplývá z místních tradic a má význam ženského iniciačního rituálu. V některých oblastech je nezbytnou podmínkou sňatku – neobřezaná žena je pokládána za nečistou a neprovdatelnou. Nepokládá se za skutečnou ženu, je sociálně vyloučena.
Tradice ženské obřízky je poprvé zmiňována řeckými historiky. Obřízku podle nich podstupovaly ve starověkém Egyptě podobně jako muži také ženy. Rovněž na staroegyptských mumiích byly nalezeny známky ženské obřízky. Má tedy podstatně delší historii než islám. Z egyptských zdrojů ale nejsou zachovány žádné bližší informace.
S ženskou obřízkou je spjata celá řada tradic a pověr. Dle jednoho z tradičních zdůvodnění má amputace částí ženských genitálií zabránit masturbaci u žen a tak zajistit jejich duchovní čistotu (masturbace je zde podobně jako v mnoha jiných kulturách pokládána za zdroj duchovní nečistoty). Podle afrických pověstí (např. v Mali) jsou novorozeňata částečně oboupohlavní a obřízkou je odstraněn prvek pohlaví druhého (u mužů je za ženský prvek pokládána předkožka, u žen klitoris), touto legendou se tedy zdůvodňuje obřízka u obou pohlaví. Podle kurdské tradice znamená ženská obřízka očištění ženy (opět souvisí se sekrecí amputovaných částí, sekret z klitorisu je dle některých místních pověr nečistý a může partnera dokonce zabít) a je jí rovněž přisuzována estetická funkce.
Ženská obřízka ovšem není pouze africkou záležitostí. Amputace klitorisu byla často prováděna ve Spojených státech v 19. a na počátku 20. století. Příčinou byla lékařsky dlouho diskutovaná hypotéza, podle které způsobovalo u žen nadměrné nahromadění sekretu na klitorisu neurózy, epilepsii a další choroby. Od této "léčby" se samozřejmě již upustilo (články o ní se přesto v lékařských časopisech objevovaly sporadicky ještě v šedesátých letech 20. století), postihla ale velké množství žen. Určitou formu ženské obřízky znaly i některé indiánské kmeny Jižní Ameriky, jako jsou Emberové v severozápadní Kolumbii a Panamě nebo Šipibové a Konibové v peruáské Amazonii, u nichž šamanka při obřadu iniciace dívkám svými nehty rozškrábla klitoris.